# Grassroots

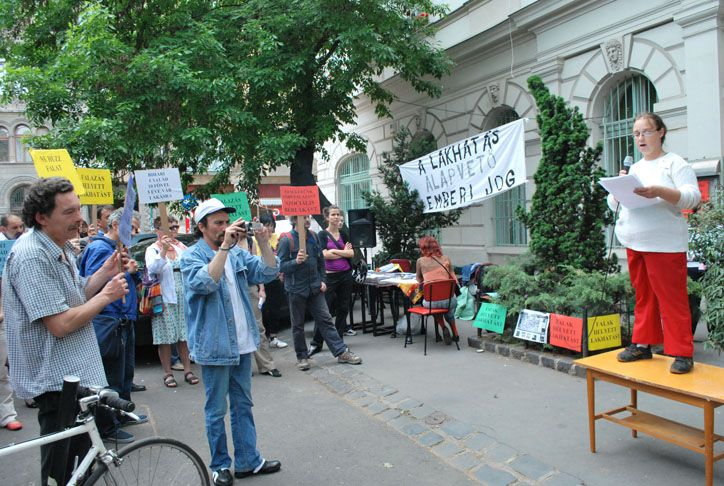
Během protestu proti vystěhování místních obyvatel hovoří aktivista z organizace zastávající se místní komunity.

Grassroots (česky také hnutí zdola) je hnutí, které staví na lidech v dané čtvrti města, oblasti nebo komunitě jako základu politického nebo ekonomického hnutí. Grassroots organizace využívají kolektivní činnost z místní úrovně k provádění změn na místní, regionální, národní nebo mezinárodní úrovni. Tato hnutí jsou spojována spíše s rozhodováním zdola nahoru než s rozhodováním shora dolů a někdy jsou považována za přirozenější nebo spontánnější než tradiční mocenské struktury.
Pomocí samoorganizace povzbuzují tato hnutí členy komunity, aby přispívali převzetím odpovědnosti a jednáním jménem své komunity. Hnutí grassroots využívá řadu strategií od fundraisingu a registrace voličů, až po povzbuzení politické konverzace. Cíle konkrétních hnutí se liší a mění se, je pro ně ale typické zaměření na zvyšující se masovou účast v politice. Tato politická hnutí mohou začínat jako malá a na místní úrovni, ale politika zdola, jak tvrdí Cornel West, je nezbytná pro utváření progresivní politiky, protože upozorňuje veřejnost na regionální politické obavy.
Myšlenka hnutí zdola je často spojována s participativní demokracií. Příkladem může být Deklarace z Port Huron, studentský manifest usilující o demokratičtější společnost. V ní stojí, že pro vytvoření spravedlivější společnosti musí být „kořeny americké společnosti“ základem občanských práv a hospodářských reforem. Jako grassroots se často označují konkrétní hnutí nebo organizace, zatímco participativní demokracie se týká širšího systému samosprávy.